# Cochranella spinosa
Cochranella spinosa és una espècie de granota que viu a Colòmbia, Costa Rica, l'Equador, Hondures, Panamà i, possiblement també, a Nicaragua.
Està amenaçada d'extinció per la pèrdua del seu hàbitat natural.